# Allen Behlok
Allen Behlok (ur. 16 października 1998) – libański narciarz alpejski.

## Kariera
Po raz pierwszy na arenie międzynarodowej pojawił się 1 lutego 2015 roku podczas zawodów FIS Race w libańskim Cedars. Nie ukończył wtedy drugiego przejazdu giganta. Trzykrotnie w swojej dotychczasowej karierze startował na mistrzostwach świata juniorów: w 2015 roku w Hafjell, w 2016 roku w Soczi i w 2019 roku w Val di Fassa. W 2017 roku wziął udział w mistrzostwach świata w Sankt Moritz. Wystartował również w igrzyskach olimpijskich w Pjongczangu w 2018 roku. Brał tam udział w gigancie oraz slalomie.

## Osiągnięcia

### Igrzyska olimpijskie
| Miejsce | Dzień     | Rok  | Miejscowość | Konkurencja | Czas biegu | Strata | Zwycięzca       |
| ------- | --------- | ---- | ----------- | ----------- | ---------- | ------ | --------------- |
| 71.     | 18 lutego | 2018 | Pjongczang  | Gigant      | 2:18,04    | +34,09 | Marcel Hirscher |
| DNF1    | 22 lutego | 2018 | Pjongczang  | Slalom      | 1:38,99    | –      | André Myhrer    |

### Mistrzostwa świata
| Miejsce | Dzień     | Rok  | Miejscowość  | Konkurencja | Czas biegu | Strata | Zwycięzca       |
| ------- | --------- | ---- | ------------ | ----------- | ---------- | ------ | --------------- |
| BDNF1   | 17 lutego | 2017 | Sankt Moritz | Gigant      | 2:13,31    | –      | Marcel Hirscher |
| BDNF2   | 19 lutego | 2017 | Sankt Moritz | Slalom      | 1:34,75    | –      | Marcel Hirscher |

### Mistrzostwa świata juniorów
| Miejsce | Dzień     | Rok  | Miejscowość  | Konkurencja | Czas biegu | Strata | Zwycięzca            |
| ------- | --------- | ---- | ------------ | ----------- | ---------- | ------ | -------------------- |
| 68.     | 8 marca   | 2015 | Hafjell      | Gigant      | 2:23,37    | +37,63 | Henrik Kristoffersen |
| 51.     | 9 marca   | 2015 | Hafjell      | Slalom      | 1:37,55    | +37,23 | Henrik Kristoffersen |
| 44.     | 3 marca   | 2016 | Soczi        | Gigant      | 2:14,32    | +32,10 | Marco Odermatt       |
| DSQ1    | 5 marca   | 2016 | Soczi        | Slalom      | 1:36,84    | –      | Istok Rodeš          |
| 79.     | 25 lutego | 2019 | Val di Fassa | Gigant      | 1:57,96    | +23,52 | River Radamus        |
| DNF1    | 26 lutego | 2019 | Val di Fassa | Slalom      | 1:46,52    | –      | Alex Vinatzer        |